# Tomopteris anadyomene
Tomopteris anadyomene är en ringmaskart som beskrevs av Meyer 1929. Tomopteris anadyomene ingår i släktet Tomopteris och familjen Tomopteridae. Inga underarter finns listade i Catalogue of Life.